# Játszd újra, Sam! (színdarab)
A Játszd újra, Sam! Woody Allen amerikai író, rendező színdarabja, amelyet 1969. február 12-én mutattak be a New York-i Broadhurst Theatre-ben.

## Cselekmény
|  | Alább a cselekmény részletei következnek! |

A darab főhőse a nemrég elvált filmkritikus, Allan Felix, aki megpróbálja „újraindítani” szerelmi életét. Ennek során beleszeret és lefekszik Lindával, legjobb barátja, Dick feleségével. A darab során többször megjelenik ideálja, Humphrey Bogart alakja, hogy tanácsaival segítse őt. A férfi végül rájön, hogy nem Bogart-ként kell viselkednie, hanem magát kell adnia. Allan Felix azt javasolja Lindának, hogy térjen vissza a férjéhez, mert ez a helyes. Allan ekkor a Casablanca című film végén, a repülőtéren elhangzó híres Bogart-sorokat idézi.
|  | Itt a vége a cselekmény részletezésének! |

## Bemutató
A darab ősbemutatója 1969. február 12-én volt a New York-i Broadwayen, a Broadhurst Theatre-ben. A színművet 453 alkalommal, 1970. március 14-éig játszották. A darab rendezője Joseph Hardy volt, a szerepeket Woody Allen (Allan Felix), Diane Keaton (Linda Christie), Tony Roberts (Dick Christie) és Jerry Lacy (Humphrey Bogart) játszotta. A színdarabban találkozott először Woody Allen és Diane Keaton, és ezzel kezdődött meg kettejük személyes és munkakapcsolata.

## Magyar bemutató
A Játszd újra, Sam! című darabot először 1983-ban mutatták be Magyarországon, a Vígszínházban. A főbb szerepeket Kern András (Allan Felix) és Halász Judit (Linda Christie) alakította.  A rendező Valló Péter volt. Az egyik legrégebben műsoron lévő prózai darabnak számít a magyar színjátszás történetében, ugyanazzal a főszereplővel.

## Film
A darabból azonos címmel 1972-ben film készült, amelyet Herbert Ross rendezett. A főbb szerepeket ugyanazok játszották, akik a Broadway-ősbemutatóban részt vettek.

## Fordítás
- Ez a szócikk részben vagy egészben  a   Play it Again, Sam című angol Wikipédia-szócikk fordításán alapul.  Az eredeti cikk szerkesztőit annak laptörténete sorolja fel. Ez a jelzés csupán a megfogalmazás eredetét és a szerzői jogokat jelzi, nem szolgál a cikkben szereplő információk forrásmegjelöléseként.